# 안젤라 리틀

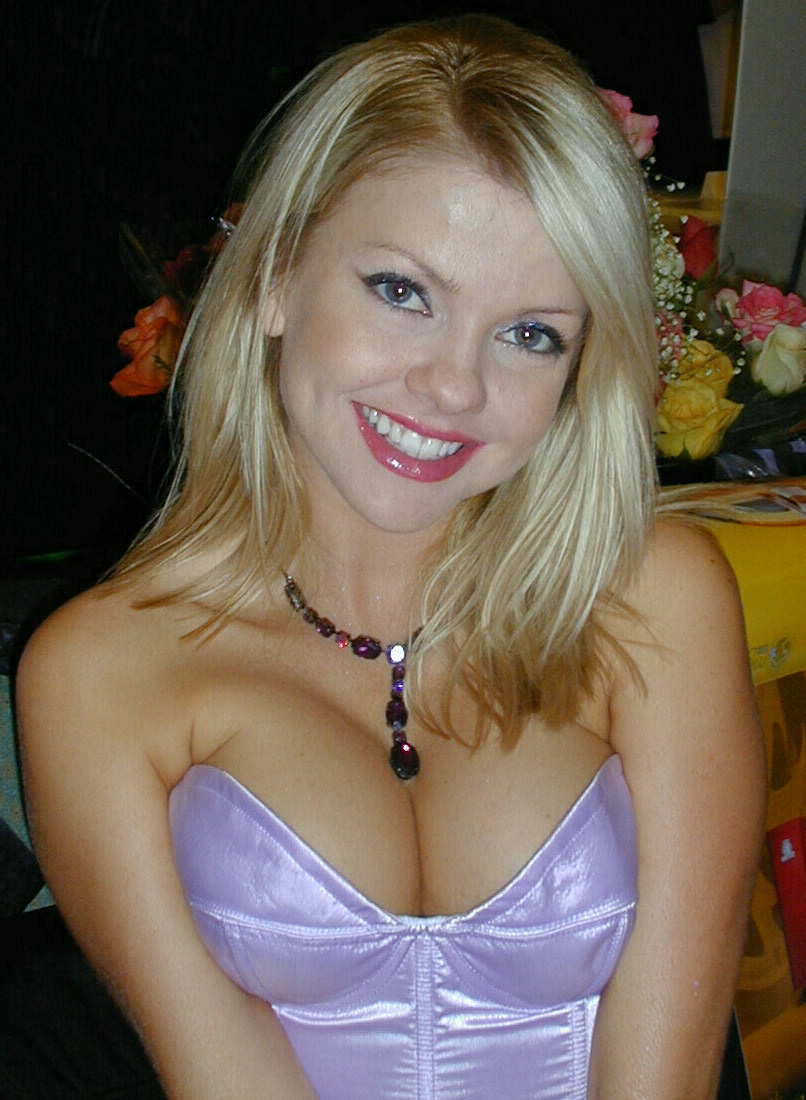

안젤라 리틀(Angela Little, 1972년 7월 22일 ~ )는 미국의 배우, 모델, 플레이메이트, 텔레비전 배우, 영화배우이다.

## 영화
- 스냅샷 (2014년)
- 더 라이프 존 (2011년)
- 그레이트 파이트 (2011년) - 질 탄티노 역
- 워크 하드: 듀이 콕스 스토리 (2007년)
- 아메리칸 파이 4 - 썸머 캠프 (2005년) - 쉬리 역
- 내 상사의 딸 (2003년)
- 러시 아워 2 (2001년)
- 스피드웨이 정키 (1999년)